# Cruzada das Mulheres Portuguesas
A Cruzada das Mulheres Portuguesas GCTE (1916-1938) foi um movimento de beneficência feminino criado a 20 de março de 1916, por iniciativa de Elzira Dantas Machado, esposa de Bernardino Machado, ao tempo Presidente da República Portuguesa. A sua fundadora lançou o projecto a partir da remodelação da Comissão Feminina "Pela Pátria" (1914), associação que precedera à Cruzada, com o objectivo de prestar assistência moral e material aos que dela necessitassem, em resultado da participação portuguesa na Primeira Guerra Mundial e da consequente mobilização de homens para o Exército e frente de combate. A instituição extinguiu-se em 1938.

## Descrição
Inspirada no movimento francês La Croisade des Femmes Françaises, a Cruzada das Mulheres Portuguesas (CMP) foi fundada como um movimento de beneficência, exclusivamente aberto às mulheres, com o apoio do Partido Republicano Português e com o objectivo de providenciar assistência moral e material às pessoas e instituições afectadas pelas consequências da guerra contra a Alemanha, inicialmente focada no conflito na fronteira sul de Angola e no norte de Moçambique, até então colónias e territórios portugueses.

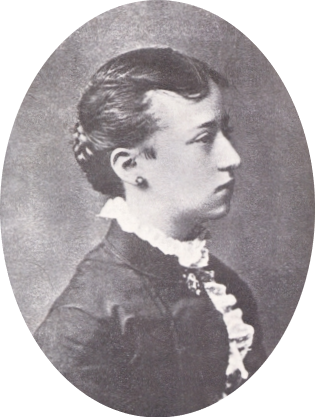
Retrato de Elzira Dantas Machado

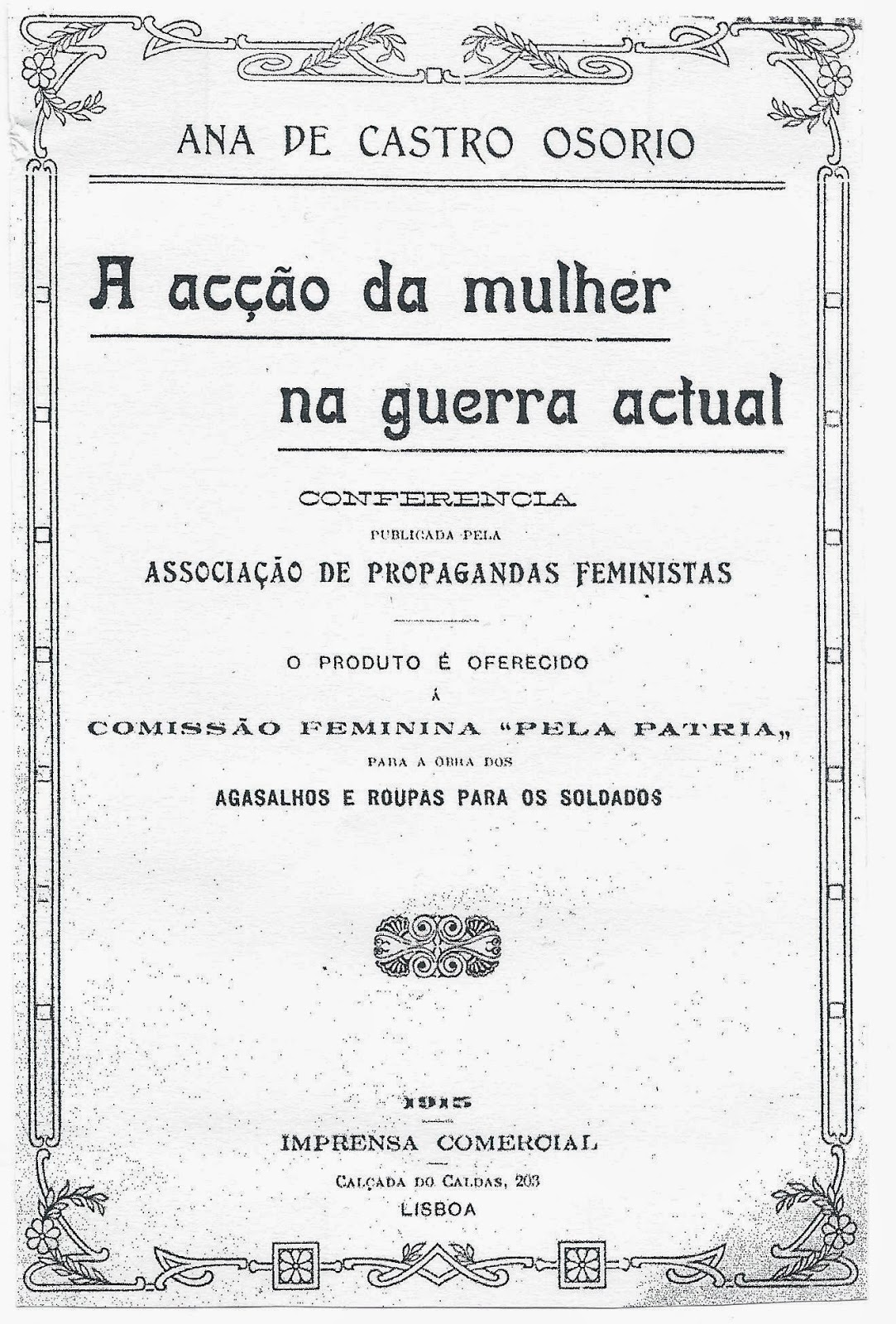
Publicação do discurso "A Acção da Mulher na Guerra Actual" de Ana de Castro Osório, cuja receita revertia para a Comissão Feminina "Pela Pátria" (1915)

A sua fundadora, a Primeira Dama Elzira Dantas Machado, rodeou-se de um grupo de senhoras pertencentes, na sua maioria, às famílias dos ministros e parlamentares do governo da época, das suas próprias filhas (Maria Francisca, Elzira Severina, Jerónima Rosa e Joaquina Mariana), assim como de Estefânia Macieira e Palmira Pádua, primeiras secretárias-gerais, Ester Norton de Matos, presidente da Comissão de Assistência aos Militares Mobilizados e esposa do General José Norton de Matos, as fundadoras da anterior Comissão Feminina "Pela Pátria", as feministas e activistas republicanas Ana de Castro Osório, Ana Augusta de Castilho, Antónia Bermudes e Maria Benedita Mouzinho de Albuquerque Faria Pinho, e diversas outras figuras de destaques, como a médica Sofia Quintino, da Associação do Livre Pensamento.
Ao contrário da Assistência das Portuguesas às Vítimas da Guerra, uma associação também inteiramente feminina, mas associada à aristocracia monárquica e à Igreja Católica, a Cruzada das Mulheres Portuguesas assumia-se como uma colectividade de carácter republicano e democrático, sem no entanto impor qualquer militância associativa às mulheres que nela tomavam parte. Seria um dos primeiros e raros casos em Portugal, onde mulheres sufragistas, apoiantes do Partido Republicano e da Primeira República Portuguesa, familiares de membros do governo da União Sagrada e posteriormente do regime de Sidónio Pais, ou sem qualquer ideologia partidária trabalhariam em conjunto.
O núcleo fundador da Cruzada contava, em 1916, com 80 sócias e tinha sede em Lisboa. Nos seguintes anos, várias subcomissões seriam criadas em várias cidades não só do país (Leiria, Torres Novas, Ponte de Sor, Viana do Castelo, Setúbal, entre muitas outras) como nas colónias portuguesas (Amboim, em Angola) e países aliados (Brasil).

## Actividades e Iniciativas

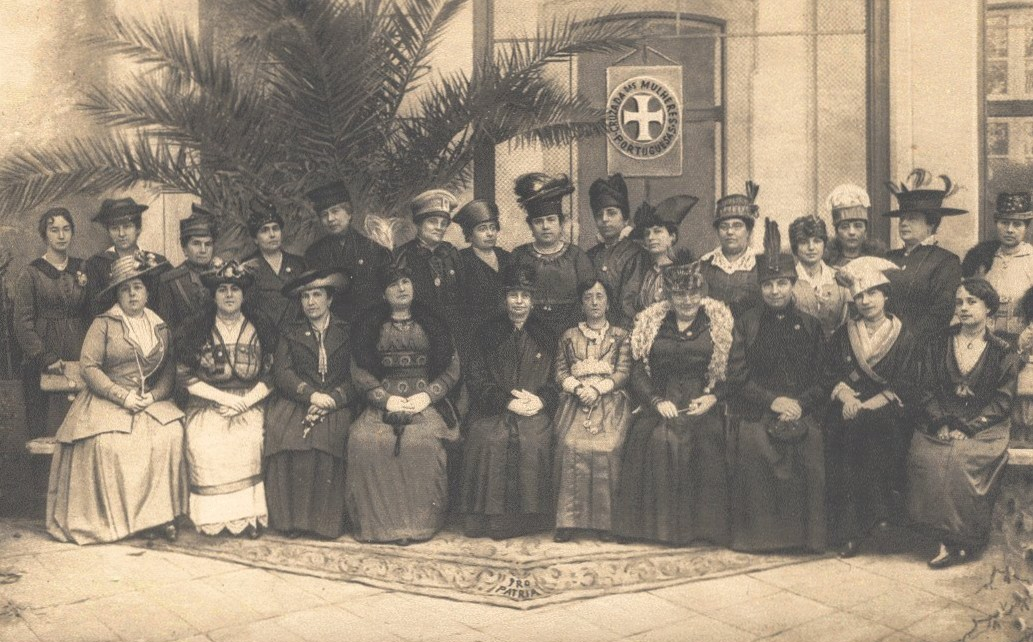
Elementos da Cruzada das Mulheres Portuguesas fotografadas junto do seu estandarte (1916)

Com o envolvimento de Portugal na frente europeia, durante a presidência de Bernardino Machado, a partir de 1917, como consequência da mais antiga aliança do mundo, a aliança luso‑britânica, e no espírito do tratado de Windsor, a Cruzada das Mulheres Portuguesas encarregou-se não só pelas campanhas de recolha de donativos, confecção e distribuição de bens e agasalhos aos mais carenciados, como também pela organização dos cursos de enfermagem necessários para preparar enfermeiras para os hospitais militares portugueses, incluindo os hospitais de campanha na frente europeia. A CMP confiaria, inicialmente, à médica Sofia Quintino a missão de dirigir os primeiros cursos de enfermagem, de modo a poderem ser preparadas as mulheres que pretendessem ir para a frente de combate, auxiliando os feridos, servindo os ideais da nação, tal como os entendiam Ana de Castro Osório e Elzira Dantas Machado na criação do movimento.

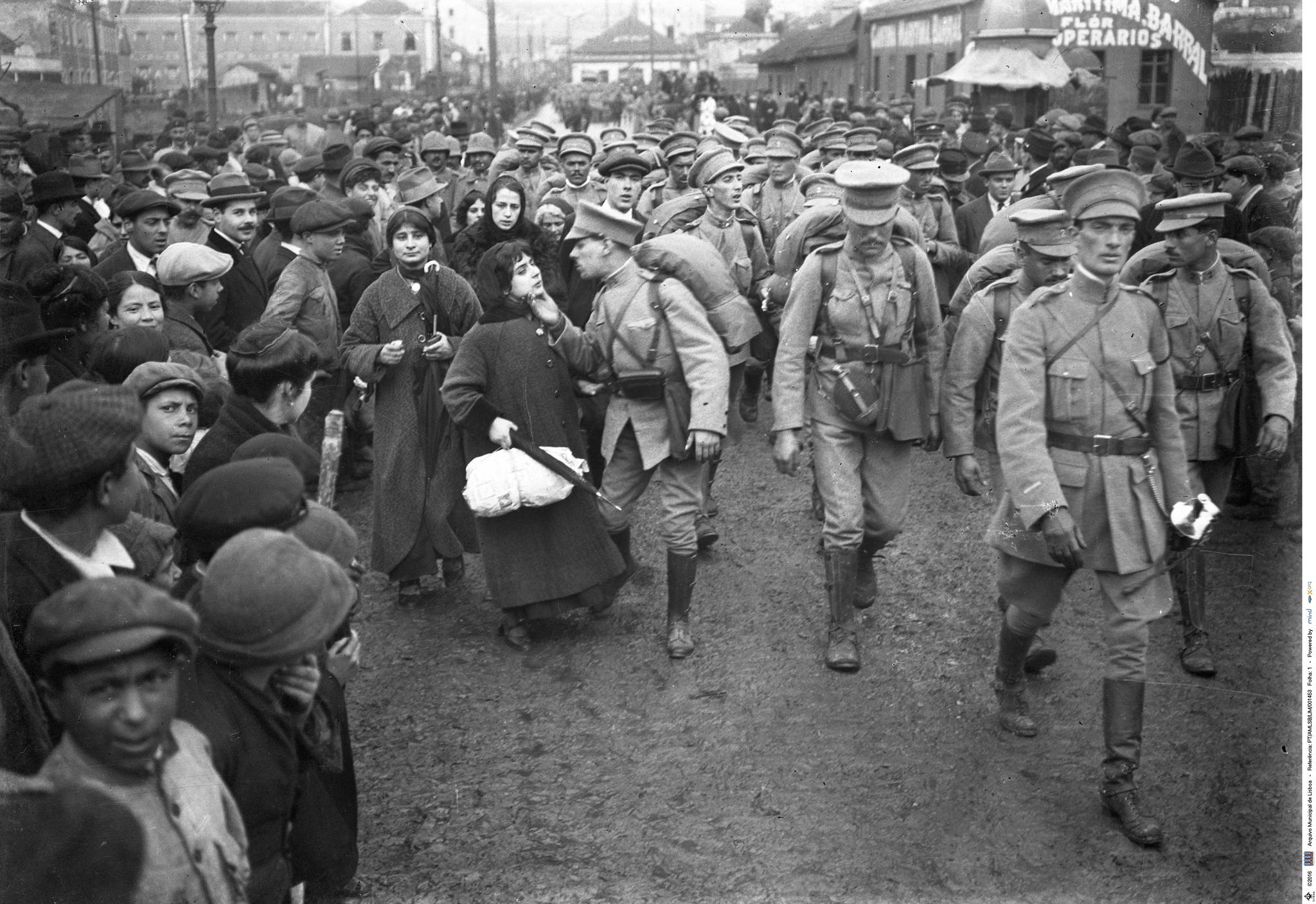
Embarque do Corpo Expedicionário Português no cais de Santa Apolónia em Lisboa para Flandres, após a entrada de Portugal na Primeira Guerra Mundial. Fotografia de Joshua Benoliel (fevereiro de 1917)

De modo a ingressarem nos seus cursos, a CMP pedia que as suas candidatas tivessem entre 20 e 30 anos de idade - durante a guerra o período seria alargado até aos 40 anos -, robustez física, ausência de qualquer doença contagiosa, literacia ao nível do exame do segundo grau da instrução primária, bom comportamento civil e uma perfeita dignidade moral. Dava-se ainda a preferência às candidatas que já tivessem prática de enfermagem (mesmo que pouca ou como auxiliar), fossem estudantes de medicina e soubessem francês e inglês.
Os cursos funcionavam no Instituto Clínico, um hospital policlínico organizado pela instituição e presidido por Alzira Costa, no antigo convento de Arroios e no antigo Colégio Jesuíta de Campolide, em Lisboa. Este último, era dirigido pelo médico Francisco Gentil, sendo frequentemente referenciado simplesmente como Instituto da Cruzada. Destinava-se à convalescença dos feridos de guerra, funcionando como importante campo de experimentação para a organização do futuro Instituto de Reeducação dos Mutilados de Guerra.
A Cruzada das Mulheres Portuguesas manteve um grande número de iniciativas beneficentes e assistências durante a Primeira Guerra Mundial, centrando-se no apoio às famílias dos soldados mobilizados para integrar o Corpo Expedicionário Português, em Flandres, e no auxílio aos prisioneiros de guerra portugueses. Uma das suas iniciativas seria "As Madrinhas de Guerra", onde dezenas de mulheres davam ânimo aos prisioneiros através das suas cartas.
Criaram ainda, em França, o Hospital Militar Português, também denominado Hospital Central de Hendaia, no antigo Casino de Hendaia, dispondo de 106 camas, uma sala de radiografia e outra de operações. O material hospitalar havia sido parcialmente adquirido em Portugal, sendo complementado com utensílios provenientes do Hospital Militar de Bayonne. Destinava-se a funcionar como ponto de transição no transporte de doentes e feridos entre França e Portugal.

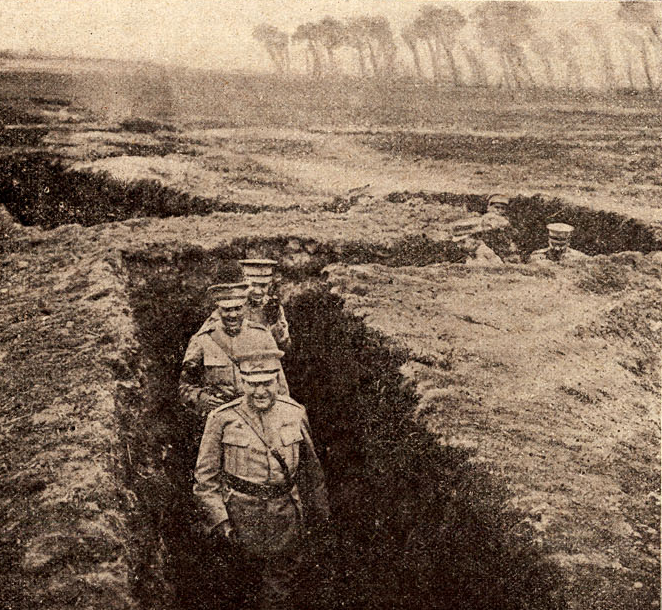
General Norton de Matos nas trincheiras portuguesas em França (1917)

Na obra "Os Portugueses nas Trincheiras da Grande Guerra", publicada pela própria Cruzada, o Major Bento Roma, na altura Capitão da 1ª Companhia do Batalhão de Infantaria nº 13, em Flandres, dedicou um trecho às mulheres de Portugal que partiram com a missão de auxiliar os militares: «Mas no meio de tudo isto, os que não morriam e ficavam somente feridos, tinham momentos felizes indo para os hospitais. Livravam‑se por algum tempo da trincheira, e entre os "poilus", havia mesmo a chamada "bonne blessure", o ferimento que sem ser perigoso livrava contudo dos horrores da trincheira. E nos hospitais os nossos iam encontrar – oh! suprema dedicação – mãos femininas para os tratar e mãos femininas de portuguesas. Não quiseram as mulheres da minha terra que outras fossem a olhar pelos nossos feridos e vá de partirem; pondo de parte o seu bem‑estar, pondo de parte preconceitos, que sempre existem para irem, numa cruzada santa, levar, com o seu sorriso, com as suas palavras doces, com as suas mãos de fadas, conforto, alívio e alento a esses que por lá andavam, por terras de França, batendo‑se a cumprir com o seu dever. E elas, habituadas a respirar o encanto e o perfume do seu "home", para lá foram, para lá partiram, para junto do sofrimento e da dor.» Muitas das suas enfermeiras não se confinavam apenas a missões de retaguarda, partindo muitas vezes com os militares para a frente do campo da batalha.

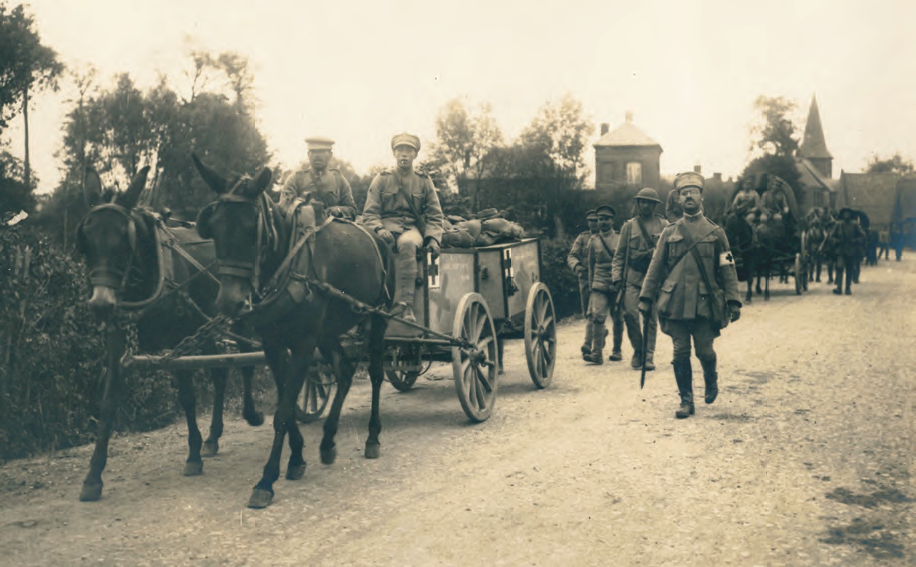
Serviços Médicos do Corpo Expedicionário Português em França (1917)

Foram também construídos inúmeros estabelecimentos, tendo em vista o desenvolvimento das capacidades profissionais e o acolhimento dos mais desfavorecidos, nomeadamente a Casa de Trabalho em Xabregas, nas quais as mulheres e viúvas de militares podiam usufruir de uma formação profissional para melhorar a sua situação laboral,e a abertura de várias creches, escolas primárias e orfanatos em zonas mais desfavoráveis de todo o país. Em diversos casos, ainda trabalharam em conjunto com as mulheres monárquicas e católicas da Assistência das Portuguesas às Vítimas da Guerra e as "Damas Enfermeiras" da Sociedade Portuguesa da Cruz Vermelha, nas iniciativas do jornal O Século, denominadas de "Venda da Flor", entre outras, para arrecadarem fundos de apoio às suas diversas obras.
Para além dessas actividades, em 1916, a iniciativa "Obra Maternal" da Liga Republicana das Mulheres Portuguesas, criada por Maria Veleda, com o intuito de ajudar as crianças abandonadas, órfãs, mendigas, ou em risco de ingressarem no mundo do crime e da prostituição, tornou-se responsabilidade da Cruzada das Mulheres Portuguesas de modo a se incluir e prestar auxílio aos inúmeros órfãos de guerra.
Até a sua extinção, em 1938, a instituição teve uma grande expansão, criando núcleos locais nas principais cidades e vilas portuguesas.

## Homenagens
A 12 de junho de 1919, a CMP foi agraciada com a Grã-Cruz da Ordem Militar da Torre e Espada, do Valor, Lealdade e Mérito pelo regime ditatorial da República Nova de Sidónio Pais. Em simultâneo, concedeu-se à sua presidente-geral, Elzira Dantas Machado, a Grã-Cruz da Ordem Militar de Cristo, enquanto esta vivia no exílio, em França, com o seu marido e filhos.